# یک شب وحشتناک
 یک شب وحشتناک (به انگلیسی: A Terrible Night) (به فرانسوی: Un nuit trrible) عنوان یک فیلم صامت و کوتاه سیاه و سفید در ژانر کمدی و ترسناک به کارگردانی ژرژ ملی‌یس و محصول سینمای فرانسه در سال ۱۸۹۶ میلادی است.